# Плохие слова
«Плохие слова» (англ. Bad Words) — черная комедия 2013 года, режиссёрский дебют Джейсона Бейтмана и сценариста Эндрю Доджи.

## Сюжет
40-летний Гай Трилби находит лазейку в правилах участия в национальном конкурсе по правописанию и решает участвовать в нём, чтобы принести как можно больше проблем. Конкурсное жюри, взбешенные родители и амбициозные школьники не мешают Гаю разрушать их мечты о победе и славе. В то время как репортер Дженни Виджеон пытается найти истинную причину его участия, Гай сближается с одним из своих конкурентов, неуклюжим 10-летним Чайтаньей, который полностью равнодушен к выходкам Трилби.

## В ролях
- Джейсон Бейтман — Гай Трилби
- Роэн Чанд — Чайтанья Чопра
- Кэтрин Хан — Дженни Виджеон
- Эллисон Дженни — Бернис Диган
- Филип Бейкер Холл — Уильям Бауман